# Cladonotella gibbosa
Cladonotella gibbosa är en insektsart som först beskrevs av Wilhem de Haan 1842.  Cladonotella gibbosa ingår i släktet Cladonotella och familjen torngräshoppor. Inga underarter finns listade i Catalogue of Life.